# Rudolf Musil
Rudolf Musil (5. května 1926, Brno – 23. února 2022) byl český paleontolog, geolog a vysokoškolský pedagog.

## Životopis
Pochází z Líšně u Brna, kde chodil do základní školy a vstoupil do skautského oddílu. V letech 1937–1945 studoval na klasickém gymnáziu v Brně a pak do roku 1949 na Přírodovědecké fakultě Masarykovy univerzity. V letech 1953–1976 pracoval v Moravském zemském muzeu v Brně, kde od roku 1972 zastával funkci ředitele. Od roku 1977 působí na Přírodovědecké fakultě Masarykovy univerzity. Rovněž přednášel na Filozofické fakultě Masarykovy univerzity a na Univerzitě Komenského v Bratislavě. Po roce 1989 se opět zapojil do skautingu.

### Publikace
- MUSIL, Rudolf. Morava v době ledové. Brno: Masarykova univerzita, 2014. 232 s. ISBN 978-80-210-6364-8.
- MUSIL, Rudolf. Moravský kras. Průvodce Josefovským a Křtinským údolím. Brno: Masarykova univerzita, 2019. 360 s. ISBN 978-80-210-8742-2.